# Бешендорф
Бешендорф (нім. Beschendorf) — громада в Німеччині, розташована в землі Шлезвіг-Гольштейн. Входить до складу району Східний Гольштейн. Складова частина об'єднання громад Лензан.
Площа — 8,54 км2. Населення становить 528 ос. (станом на 31 грудня 2020).